# 清胤 (天台宗)
清胤（しょういん（「清因（せいいん）」とも）、天慶6年（943年）- 長徳元年5月8日（995年6月8日））は、平安時代の天台宗の僧侶・歌人。父は参議大江朝綱。

## 人物
比叡山延暦寺で修行をした後に摂津国に居を構える。永祚元年（989年）に権律師、翌年には少僧都に昇った。詞花集に2首、金葉和歌集の三奏本の追加分に1首和歌を残している。